# Teotônio de Sousa Mendes
Teotônio de Sousa Mendes foi um político brasileiro.
Foi vice-presidente da província do Piauí, exercendo a presidência interinamente duas vezes, de 21 de maio a 6 de dezembro de 1869 e de 18 a 23 de abril de 1872.

## Dados biográficos
Filho de Francisco Antônio Mendes e Maria do Rosário de Sousa. Pela linha de ascendência materna, fazia parte da tradicional família Coelho Rodrigues de Paulistana, estado do Piauí, com raízes genealógicas na Freguesia de Paço de Sousa, no Distrito do Porto, em Portugal, visto que era neto de Manuel de Souza Martins e Anna Rodrigues de Santana, e bisneto do casal Domiciana Vieira de Carvalho e Valério Coelho Rodrigues.
Seu bisavô, Valério Coelho Rodrigues, nasceu em Portugal e morou a maior parte de sua vida na Fazenda do Paulista, atualmente município de Paulistana, Piauí. Ele firmou importantes raízes históricas e sociais na Região do Nordeste e gerou uma vasta família com descendência que se projeta na política nacional do Brasil até os dias de hoje.

Era neto paterno de Francisco de Sousa Mendes e Bárbara Furtado. Casou-se com D. Maria Tereza de Sousa Martins, neta materna de Inácio Francisco de Araújo Costa, o qual fora Presidente da Província do Piauí, e neta pelo lado paterno de Manuel de Sousa Martins, o Visconde da Parnaíba, que também foi Presidente da mesma Província. Notoriamente, os dois avôs de D. Maria Tereza eram primo-irmãos. Era tio do também político Simplicio de Sousa Mendes.